# Fundación ICO
La Fundación del Instituto de Crédito Oficial, más conocida como Fundación ICO, es una institución española fundada en 1993. Su sede se encuentra en el Edificio ICO situado en el Paseo del Prado de Madrid, y está integrada dentro del Paisaje de la Luz, el paisaje cultural declarado Patrimonio de la Humanidad el 25 de julio de 2021.

## Descripción
La Fundación del Instituto de Crédito Oficial se fundó en 1993 con el patrocinio único del Instituto de Crédito Oficial. En 2003 se convirtió en una fundación del sector público estatal sin ánimo de lucro. Los objetivos que persigue la Fundación ICO son la promoción de la cultura y el conocimiento alrededor de la economía y el arte contemporáneo, con una perspectiva internacional.
En este sentido, el Área de Arte de la Fundación ICO impulsa la gestión del Museo ICO, inaugurado en 1996, dedicado desde 2012 a los ámbitos de la arquitectura y el urbanismo. Además, se encarga de la conservación y préstamo de las Colecciones ICO, compuestas por la Colección de Escultura Española Moderna con Dibujo, la Colección de Pintura Española Contemporánea y la Suite Vollard de Picasso.

## Iniciativas
En 2003, la Fundación ICO comenzó a colaborar con los Premios San Viator de Investigación en Ciencias y Humanidades. Ese mismo año, puso en marcha el programa internacional de becas AsiaPacífico, que más tarde pasó a llamarse "Becas China".
La Fundación ICO es también una de las entidades colaboradoras del Foro Hispano-Alemán, celebrado desde 2002. En 2020, la Fundación ICO creó una beca de museografía.